# 河西りえ
河西 りえ（かさい りえ、本名:河西 利恵（読み同じ）、1977年10月29日 - ）は、日本のタレント。
オスカープロモーションを経て、アーティストボックス所属。
代表作は仮面ライダー555（阿部里奈 役）。

## 人物・来歴
- 茨城県出身
- 茨城県立牛久栄進高等学校卒業
- 身長 161cm、体重 45kg、サイズ B81cm, W59cm, H88cm、血液型はA型
- 特技はフラメンコ、早口言葉。趣味は旅行、インターネット[1]。
- 茨城県出身であるが、一部のプロフィールでは 「千葉県出身」となっている。
- 牛久栄進高在学中には週刊ヤングジャンプの「制服コレクション（現：制コレ）」にノミネートされている。
- グラビアデビュー当時のキャッチコピーは「イタズラ子猫ちゃん」であったため、撮影の際は水着姿で四つん這いのポーズが定番であった。

## 出演

### テレビドラマ
- 仮面ライダー555（2003年 - 2004年、テレビ朝日）阿部里奈 / 仮面ライダーデルタ 役
- エコエコアザラク〜眼〜night 06怪物（2004年） 額田サキコ 役
- 心霊探偵八雲（2006年）
- 打姫オバカミーコ（2006年、MONDO21）- 木下千夏 役

### インターネットドラマ
- キミのミカタ（2006年）山崎灯 役

### CM
- 日本リーバ 「ポンズダブルホワイト」-柴咲コウと共演。
- フジサワ 「プレコール持続性カプセル」
- マックスファクター 「リップフィニティ」
- Dove「スカルプケアクリームシャンプー」(香港で放送)
- 味の素「クノールふんわりたまごスープ」

### 写真集
- ピエ・ニュ ― 河西りえ写真集（ぶんか社 / 1997年11月 / ISBN 4821121824）

## キャンペーンガール
- 第23代 クラリオンガール （1997年） - 6123人の応募者の中から選出 （当時 18歳）。キャッチフレーズは、その容姿などから「気まぐれ子猫」であった。
- 宇部興産イメージガール（1998年）